# تكوين (خيمياء)
كانت فكرة التكوين هذفاُ لبعض الخيميائيين المسلمين الإسماعيليين، ومن أبرزهم جابر بن حيان. في المفهوم الخيميائي، فالتكوين تشير إلى خلق حياة اصطناعية في المختبر، وبما فيها الحياة البشرية. ولكن لا يزال الأمر مجهولاً في أن جابر بن الحيان كان يهدف إلى القيام بهذه الفكرة أو لا.
ذكر جابر في كتابه كتاب الأحجار (4:12) بأن «هذا الهدف محجوب عن الناس وتؤدي دائماً إلى نتيجة خاطئة مع أي شخص يريد اكتشافها ما عدا الأشخاص الذين يحبهم الله ويرزقها لهم!» إن كتاب الأحجار مكتوبة عمداُ بالرموز الخفية esoteric code والمسماة بالرموز النورية، ولذلك الأشخاص الوحيدين الذين يستطيعون فهمها هم أولئك الذين ألتحقوا بمدرسته الخيميائية. ولذلك من الصعوبة على القارئ الحديث بأن يدرك الجوانب من أعمال جابر المكتوبة بالرموز (و مايعنيه بذلك الرموز)، وما كتبها بمعناها الحرفي.

## شاهد أيضاَ
- غوليم Golem
- هومانكولوس Homunculus
- تخلق لاحيوي Abiogenesis
- تخليق حياة Synthetic life